# در آشپزخانه شب
در آشپزخانه شب (انگلیسی: In the Night Kitchen) یک کتاب مصور کودکان و نوجوانان اثر موریس سنداک است که تصاویر و نگاره‌های این کتاب را هم خود وی انجام داده است. این کتاب اولین بار در سال ۱۹۷۰ میلادی منتشر شد.

## خلاصهٔ ماجرای کتاب
کتاب در آشپزخانهٔ شب دربارهٔ ماجرای خیالی یک پسر بچه است به نام میکی، یک شب پس از اینکه سر و صداهای عجیب و غریبی از طبقهٔ پائین می‌شنود، از خواب می‌پرد و می‌بیند که در هوا شناور شده و لباس‌هایش ناپدید گشته، در رؤیا خودش را در آشپزخانهٔ سورئال یک نانوایی می‌یابد. او در این آشپزخانه باید قبل از طلوع خورشید، یک کیک بزرگ بپزد، این کتاب سنداک به عنوان بخشی سه‌گانه از زندگی کودک است که به ترتیب به دوران نو پایی کودک، دوران قبل از مدرسه و همچنین دوران نوجوانی او می‌پردازد، سبک تصویر سازی این کتاب که کار خود موریس سنداک است، انسان را به یاد داستان‌های کمیک و تصاویر پر جنب و جوش آنها می‌اندازد. بر اساس داستان این کتاب در سال ۱۹۸۱ یک انیمیشن پنج دقیقه‌ای به کارگردانی ژان دیچ ساخته شد.